# Armascirus huyssteeni
Armascirus huyssteeni är en spindeldjursart som beskrevs av Den Heyer 1978. Armascirus huyssteeni ingår i släktet Armascirus och familjen Cunaxidae. Inga underarter finns listade i Catalogue of Life.